# Beker van België 1934-35
Het seizoen 1934/35 van de Beker van België in het voetbal eindigde met de finale op 10 september 1935. Daring Club de Bruxelles SR won deze 5e editie van de beker door in de finale KM Lyra te verslaan. Voor Daring was het de eerste en enige bekerwinst.

## Voorgeschiedenis en volgende edities
In 1926 had de KBVB het idee van een Beker van België nieuw leven ingeblazen. Verscheidene eerste- en tweedeklassers namen echter niet deel aan de editie van 1926-27, en na dat seizoen hielden ook de andere ploegen uit de nationale reeksen het voor bekeken. Na de editie van 1926-27 werd de "Beker" betwist door een soort "provinciale selecties".
De seizoenen 1927-28 en 1928-29 zette de voetbalbond drie simultane toernooien op. Het ene toernooi ging tussen "provinciale selecties" met spelers uit clubs van de hogere afdelingen, het andere met een "provinciale selecties" met spelers uit clubs van de lagere afdelingen, en een laatste toernooi betrof een toernooi tussen wat nu als "juniorenploegen" beschouwd kan worden.
In 1929-30 en 1930-31 beperkte de "Beker" zich tot deze "juniorenploegen" of "studentenploegen", telkens met provinciale selecties.
In 1934-35 werd dan terug een volwaardig bekertoernooi tussen clubelftallen georganiseerd. De finale vond pas plaats in september 1935, dus op het moment dat het volgende seizoen van de competitie reeds begonnen was.
Na deze ene editie werd het bekertoernooi opnieuw aan de kant geschoven. Pas in 1944 werd een volgend bekertoernooi georganiseerd, maar dit werd wegens de oorlogsomstandigheden in het laatste jaar van de Tweede Wereldoorlog stopgezet vlak voor de kwartfinales gespeeld moesten worden. Pas in het seizoen 1953-54 werd een volgende editie georganiseerd.

## Deelnemers
Niet alle ploegen namen deel.
1935-04-07
1/16:	FC Renaisien – Antwerp FC 1-4 Van Beeck (0-1), Ulens (0-2), Lambrechts (0-3,0-4) 2, Langbeen (1-4)
Bourgeois, Cornette, Opsomer, Devorst, Demets, Laitsour, Ponette, Deroubaix, Van den Coole, Langbeen, Masure
De Ceuninck, H.De Deken, Paverick, Corbet, Mortelmans, Boogaerts, Claes, Van Beeck, Lambrechts, Ulens, Devries 
Union Hutoise FC – FC Malinois 4-6 Noêth (0-1,1-3,1-4,4-6) 4, Rits (0-2), Putmans (1-2), Raboz (2-4,3-5) 2, 
Verbiest (2-5), Heine (4-5)
Simon, Lannoy, D.Bastianelli, Grosjean, Goreux, Larock, Degotte, Putmans, Henie, Rabox, E.Bastianello
Cannaerts, Govaerts, Mertens, Rits, Patteet, Verstraeten, Van Campenhout, Hellemans, De Cleyn, Noëth en Verbiest.
Namur Sports – Patria FC Tongres 3-1 Pirmez (1-0), Scherps (2-0,3-0) 2, Mulleneers (3-1) 
Geen opstellingen.
RC De Gand – SC Eendracht Aalst 1-1 nv en lottrekking S.Verhulst (0-1), Olivier (1-1)
Van Lerberghe, Blancquart, Verslycken, Tyncke, F.Commine, Wolfs, De Backer, Olivier, Van Accolyen, Van de Vijver, 
De Moor
De Munter, Geubels, Peelman, De Smedt, Roelandt, Jan Verhulst, De Weerdt, Buyle, Sébastien Verhulst, Cornelis, Verhulst III
FC Turnhout – Daring CB 3-5 Poelmans (0-1,3-2,3-3,3-5) 4, Van Loo (1-1), Vosters (2-1,3-1) 2, De Vidts (3-4)
Engelen, Pelckmans, Clemans, Cé.Bauwens, Van Eyck, Ro.Bauwens, Proost, Vosters, Van Utrecht, Geerts, Van Loo
Badjou, Heremans, Keurvels, Van Ingelghem, Kelner, Debast, Torfs, De Troch, De Vidts, Poelmans, Denayer
Lyra  – Stade Waremmien 9-2 Lemmens (1-0,5-0,6-2,8-2) 4, Schuermans (2-0,4-0,7-2,9-2) 4, Provo (3-0),
Petitjean (5-1,5-2) 2
Dierckx, Goossens, Van Dessel, Van der Veken, Smits, Crockaerts, Schuermans, Lemmens, Provo, Franckx
Lismonde, Adams, Stassens, Mossoux, Cop, Hollens, Vandersmissen, Dumont, Petitjean, Antoine, Balthazar
Standard CL – RC Tirlemont 2-1 Knel (1-0), F.Ledent (2-0), Cordewiener (2-1)
Berghmans, J.Petit, Em.Bellefroid, P.Dalem, Delgrange, Balthazar, Knel, Brichaut, Capelle, F.Ledent, Hardy
Boyen, Deboes, Bouvries, Pleisters, Hofakker, Matthys, Hendrickx, Withof, Ponsaert, Cordewiner, Broos
Jeunesse Arlonaise – AEC de Mons 3-4 Frankignoulle (0-1,1-2,1-3) 3, E.Kimmer (1-1,2-3,3-4) 3, Willems (2-4)
Wolner, Schockert I, Schockert II, Niedercorn, Henotte, Laurent, Gilles, Kimmer I, Eugène Kimmer, Hanse, Bodart
Deprez, Schoufllaire, Oneraet, Voets, Menu, Dufour, Willems, Durieux, Frankignoulle, Van Breuse, Gerin
RC Tournaisien – Tubantia FAC 1-3 Hellemans (0-1,1-2) 2, Marlière (1-1), Buls (1-3)
Liénart, Ergo, Forest, Flament, Prayez, Averlandt, Marlière I, Dubus, Lepaepe, Marlière II, Catterman
Maertens, V.Docx, G.Docx, Bertels, Maes, Fierens, Vannelaers, Buls, A.Hellemans, P.Engelen
Stade Louvaniste – AA Termondoise 3-4 Mertens (0-1), Cordemans (1-1,2-2) 2, Korte (1-2), Mertens (2-3), Lamay (3-3), 
J.Raemdonck (3-4)
Breysem, Vleminckx, Gehert, Velghe, Wackers, Haesaerts, Van Ertryck, Cordemans, Lamay, Van Roy, Stevens
Gijsels, Raemdonck, Coreman, Reyns, Morel, De Geest, Moermont, De Bilde, Korte, Mertens, J.Raemdonck
CS Saint Josse – Schooten SK 2-1 Demulder (1-0), Félix Jacobs (1-1), Demaret (2-1)
Procé, Van Nuffelen, Calleux, Geeraert, Lambert, Smets, Demaret, Dequenne, Demulder, Verstraeten, Vandenbossche
Vleminck, Devos, Vercammen, Van Hyen, Van Doeselaere, Pasmans, Konings, Frans Jacobs, Félix Jacobs, Van den Wyngaert, 
Van Loock
Beerschot AC – Belgica FC Edegem 5-1 Isemborghs (1-0,3-1) 2, Meljado (2-0), Aug.Hellemans (2-1), Ceuleers (4-1), 
Schouwaert (5-1)
Loomans, Van den Bosch, Seys, Lefèbvre, Meuldermans, De Winter, Schouwaert, Meljado, Ceuleers, Isemborghs, 
Van Vaerenbergh
Lissens, De Hert, Nauwelaerts, Van Calck, Verbeeck, Desfossés, Somers, Luyten, Art.Hellemans, Aug.Hellemans, Foch
US de Gilly – Berchem Sport 2-3 Hautman (1-0,2-0) 2, Stynen (2-1), Pels (2-2), Kerssé (2-3)
Beurlet, Poulain, Thiry, Deloze, Masson, Hougardy, Berger, Houtman, Sohy, Feyaerts, Flament
Peeters, Joacim, De Pellecyn, Hoydonckx, Stynen, Verboven, Jonckhout, Willems, Nelis, Pels, Kerssé
1935-04-14	
RC Borgerhout – Union Momalloise 4-2 Antoine (0-1), Wilms (1-1), Laroche (2-1 pen, 3-1 pen) 2, Van Bergen (4-1),
Own goal Pintjes (4-2)
Gedopt, Van Overmeiren, Pintjes, E.Dockx, Dewit, Dockx, Van Dyck, Van Bergen, Wilms, Van Geel, Laroche
Lenoir, Melon, Bonnechère, Pintes, Gabre, Descamps, Godefroid, Driesman, Antoine, Van de Schelden, Massonville  
FC Malmundaria – Gencker VV 4-2 Bodson (1-0,4-0) 2, F.Heinen (2-0,3-0) 2, Jean Krakowski (4-1), Valkeneers (4-2)
Geen opstellingen.
Tilleur FC – CS Verviétois 2-1 Léonard (0-1), Louveau (1-1), Beckholz (2-1)
Blavier, Grignet, Hoydonckx, Charlier, Beckholz, Louveau, Petit, Wauters, Hayens, Van der Hoeven, Van de Weyer
Drossart, Troupin, Liégeois, Denooz, Vaessen, Arnold, Serrurier, Schwachhofer, Larosse, Léonard, Halleux

## Laatste 16
Dit schema toont het wedstrijdschema vanaf de 1/8e finale.
|  | 1/8e finale | 1/8e finale            | 1/8e finale            |   |                    | kwartfinale | kwartfinale        | kwartfinale |  |  | halve finale | halve finale | halve finale |   |  | finale | finale | finale |
|  |             |                        |                        |   |                    |             |                    |             |  |  |              |              |              |   |  |        |        |        |
|  |             | AEC Mons (III)         | 6                      |   |                    |             |                    |             |  |  |              |              |              |   |  |        |        |        |
|  |             | AA Termonde            | 0                      |   |                    |             |                    |             |  |  |              |              |              |   |  |        |        |        |
|  |             | AA Termonde            | 0                      |   | AEC Mons (III)     | 2           |                    |             |  |  |              |              |              |   |  |        |        |        |
|  |             |                        |                        |   | AEC Mons (III)     | 2           |                    |             |  |  |              |              |              |   |  |        |        |        |
|  |             |                        | R. Antwerp FC          | 1 |                    |             |                    |             |  |  |              |              |              |   |  |        |        |        |
|  |             | RFC Malmundaria (III)  | R. Antwerp FC          | 1 | 0                  |             |                    |             |  |  |              |              |              |   |  |        |        |        |
|  |             |                        |                        |   | 0                  |             |                    |             |  |  |              |              |              |   |  |        |        |        |
|  |             | R. Antwerp FC          | 6                      |   |                    |             |                    |             |  |  |              |              |              |   |  |        |        |        |
|  |             |                        |                        |   |                    |             | AEC Mons (III)     | 0           |  |  |              |              |              |   |  |        |        |        |
|  |             |                        |                        |   |                    |             |                    |             |  |  |              |              |              |   |  |        |        |        |
|  |             |                        | Daring CB              | 4 |                    |             |                    |             |  |  |              |              |              |   |  |        |        |        |
|  |             | Tubantia AC            | Daring CB              | 4 | 1                  |             |                    |             |  |  |              |              |              |   |  |        |        |        |
|  |             |                        |                        |   | 1                  |             |                    |             |  |  |              |              |              |   |  |        |        |        |
|  |             | Daring CB              | 3                      |   |                    |             |                    |             |  |  |              |              |              |   |  |        |        |        |
|  |             | Daring CB              | 3                      |   | Daring CB          | 2           |                    |             |  |  |              |              |              |   |  |        |        |        |
|  |             |                        |                        |   | Daring CB          | 2           |                    |             |  |  |              |              |              |   |  |        |        |        |
|  |             |                        | R. Beerschot AC        | 0 |                    |             |                    |             |  |  |              |              |              |   |  |        |        |        |
|  |             | R. Beerschot AC        | R. Beerschot AC        | 0 | 10                 |             |                    |             |  |  |              |              |              |   |  |        |        |        |
|  |             |                        |                        |   | 10                 |             |                    |             |  |  |              |              |              |   |  |        |        |        |
|  |             | Saint Josse            | 0                      |   |                    |             |                    |             |  |  |              |              |              |   |  |        |        |        |
|  |             |                        |                        |   |                    |             |                    |             |  |  |              |              | Daring CB    | 3 |  |        |        |        |
|  |             |                        |                        |   |                    |             |                    |             |  |  |              |              |              | 3 |  |        |        |        |
|  |             |                        | KM Lyra                | 2 |                    |             |                    |             |  |  |              |              |              |   |  |        |        |        |
|  |             | R. Tilleur FC (II)     | KM Lyra                | 2 | 3                  |             |                    |             |  |  |              |              |              |   |  |        |        |        |
|  |             | R. Tilleur FC (II)     |                        |   | 3                  |             |                    |             |  |  |              |              |              |   |  |        |        |        |
|  |             | Berchem Sport          | 0                      |   |                    |             |                    |             |  |  |              |              |              |   |  |        |        |        |
|  |             | Berchem Sport          | 0                      |   | R. Tilleur FC (II) | 1           |                    |             |  |  |              |              |              |   |  |        |        |        |
|  |             |                        |                        |   | R. Tilleur FC (II) | 1           |                    |             |  |  |              |              |              |   |  |        |        |        |
|  |             |                        | R. Standard Club Liège | 0 |                    |             |                    |             |  |  |              |              |              |   |  |        |        |        |
|  |             | R. Standard Club Liège | R. Standard Club Liège | 0 | 4                  |             |                    |             |  |  |              |              |              |   |  |        |        |        |
|  |             |                        |                        |   | 4                  |             |                    |             |  |  |              |              |              |   |  |        |        |        |
|  |             | RFC Malinois           | 2                      |   |                    |             |                    |             |  |  |              |              |              |   |  |        |        |        |
|  |             |                        |                        |   |                    |             | R. Tilleur FC (II) | 0           |  |  |              |              |              |   |  |        |        |        |
|  |             |                        |                        |   |                    |             |                    |             |  |  |              |              |              |   |  |        |        |        |
|  |             |                        | KM Lyra                | 5 |                    |             |                    |             |  |  |              |              |              |   |  |        |        |        |
|  |             | RC Gand                | KM Lyra                | 5 | 0                  |             |                    |             |  |  |              |              |              |   |  |        |        |        |
|  |             | RC Gand                |                        |   | 0                  |             |                    |             |  |  |              |              |              |   |  |        |        |        |
|  |             | RC Borgerhout (II)     | 1                      |   |                    |             |                    |             |  |  |              |              |              |   |  |        |        |        |
|  |             | RC Borgerhout (II)     | 1                      |   | RC Borgerhout (II) | 2           |                    |             |  |  |              |              |              |   |  |        |        |        |
|  |             |                        |                        |   | RC Borgerhout (II) | 2           |                    |             |  |  |              |              |              |   |  |        |        |        |
|  |             |                        | KM Lyra                | 6 |                    |             |                    |             |  |  |              |              |              |   |  |        |        |        |
|  |             | Namur Sp.              | KM Lyra                | 6 | 1                  |             |                    |             |  |  |              |              |              |   |  |        |        |        |
|  |             | Namur Sp.              |                        |   | 1                  |             |                    |             |  |  |              |              |              |   |  |        |        |        |
|  |             | KM Lyra                | 4                      |   |                    |             |                    |             |  |  |              |              |              |   |  |        |        |        |

## Wedstrijden
Na de clubnaam wordt tussen haakjes in Romeinse cijfers weergeven in welke klasse de ploeg speelt. Een (II) betekent dat de club in Eerste Afdeling (tweede niveau) aantreedt. Een (III) betekent dat de club in de bevorderingsreeksen (derde niveau) uitkomt. Een (P) betekent dat de club in een Provinciale afdeling speelt. Bij de clubs uit de Ere-afdeling (hoogste niveau) wordt het cijfer weggelaten.

### 1/8ste finales
1935-04-28
Standard CL – FC Malinois 4-2 Vande Mert (0-1), Verbiest (0-2), R.Ledent (1-2 pen), F.Ledent (2-2), 
Ed.Bellefroid (3-2), Massez (4-2) 
Berghmans, Bauwens, Em.Bellefroid, D.Coucquelet, Delgrange, Balthazar, Bonhivers, Ed.Bellefroid, Massez, F.Ledent, R.Ledent
Cannaerts, Mertens, Govaerts, Verstraeten, Hellemans, Pateet, Goovaerts, Van Campenhout,
Vande Mert,Verdoodt,Verbiest.
AEC de Mons – AA Termondoise 6-0 Frankignoulle (1-0), Canet (2-0), Willems (3-0,4-0) 2, Calomme (5-0), 
Van Breuse (6-0)
Berger, Scauflaire, Oneraet, Menu, Dufour, Deghislage, Canet, Van Breuse, Calomme, Frankignoulle, Willems
Pauwels, Raemdonck, J.De Geest, F.De Geest, Morel, Reyns, J.Raemdonck, Mertens, Korte, De Bilde, Moerman  
RC de Gand – RC Borgerhout 0-1 Laroche (0-1)
Van Lerberghe, Blancquart, Verslycken, Tyncke, F.Commine,Wolfs, Keerstock, Olivier, Arboit, Van de Vijver, De Moor
Gedopt, Van Overmeiren, Pintjes, Edmond Dockx, Dewit, Smets, Laroche, Van Bergen, Willems, Charles Dockx, Lippevelt
Tubantia FAC – Daring CB 1-3 Lamoot (0-1,1-2) 2, F.Engelen (1-1), Torfs (1-3)
Maertens, V.Docx, G.Docx, Fierens, Mees, Bertels, Nauwelaerts, Buls, Hellemans, Engelen
Rooms, Keurvels, Heremans, De Vidts, Teuninck, Van Ingelghem, Torfs, De Troch, Lamoot, Poelmans, Buyle
1935-05-05	
Namur Sports – Lyra 1-4 Lemmens (0-1), Schuermans (0-2,1-3,1-4) 3, Pirmez (1-2 pen)
Martin, Asslinger, Pousseur, Fontayne, Pirson, Muller, Michiels, Boulanger, Scherps, Pirmez, Alexis
Dierckx, Goossens, Van Dessel, Vanderieken, Leclercq, Smits, Crockaerts, Schuermans, Lemmens, Provo, Franckx
Tilleur FC – Berchem Sport 3-0 Louveau (1-0 pen), Vanderhoeven (2-0), Roufossé (3-0)
Blavier, Hoydonckx, Grignet, Louveau, Beckholz, Hanson, Pereboom, Vanderhoeven, Roufossé, Wouters, Petit
Yans, Joacim, De Pellecyn, Hoydonckx, Pels, Willems, Kerssé, Michel, Nelis, Van Brandt, Jonckhout
Beerschot AC – CS Saint Josse 10-0 Meljado (1-0), Schouwaert (2-0,6-0) 2, Van Vaerenbergh (3-0), 
Gommers (4-0,7-0,8-0,9-0) 4, 
Ceuleers (5-0,10-0) 2
Loomans, Van den Bosch, Seys, Lefèbvre, Meuldermans, De Winter, Schouwaert, Meljado, Ceuleers, Gommers, 
Van Vaerenbergh
Proce, Van Nuffelen, Callens, Smets, Demarez, Lambert, Vandenbossche, Verstraeten, De Mulder, Dequenne, Geeraerts
FC Malmundaria – Antwerp FC 0-6 Van Beeck (0-1), Ulens (0-2,0-5) 2, Lambrechts (0-3,0-4,0-6) 3
?
Pieters, H.De Deken, Paverick, Mortelmans, Corbet, Peeraer, Lambrechts, A.De Deken, Ulens, Van Beeck, Claes

### Kwartfinales
| Datum      | Wedstrijd                   | Wedstrijd | Wedstrijd              | Uitslag |
| ---------- | --------------------------- | --------- | ---------------------- | ------- |
| 19.05.1935 | AEC Mons (III)              | -         | R. Antwerp FC          | 2 - 1   |
| 19.05.1935 | Daring Club de Bruxelles SR | -         | R. Beerschot AC        | 2 - 0   |
| 19.05.1935 | R. Tilleur FC (II)          | -         | R. Standard Club Liège | 1 - 0   |
| 19.05.1935 | RC Borgerhout (II)          | -         | KM Lyra                | 2 - 6   |

### Halve finales
| Datum      | Wedstrijd          | Wedstrijd | Wedstrijd                   | Uitslag |
| ---------- | ------------------ | --------- | --------------------------- | ------- |
| 26.05.1935 | AEC Mons (III)     | -         | Daring Club de Bruxelles SR | 0 - 4   |
| 26.05.1935 | R. Tilleur FC (II) | -         | KM Lyra                     | 0 - 5   |

### Finale
Daring Club de Bruxelles SR won voor de eerste maal in zijn bestaan de Beker van België door KM Lyra te verslaan met 3-2.
|                                          |                                         |       |                             |                                                                                   |
| 2 juni 1935 Finale Beker van België 1935 | Daring Club de Bruxelles SR             | 3 – 2 | KM Lyra                     | Joseph Mariënstadion (Union SG) Toeschouwers: 5.000 Scheidsrechter: John Langenus |
| 2 juni 1935 Finale Beker van België 1935 | Mondelé (1-0) Mondelé (2-1) Buyle (3-2) |       | Lemmens (1-1) Lemmens (2-2) | Joseph Mariënstadion (Union SG) Toeschouwers: 5.000 Scheidsrechter: John Langenus |

Opstelling Daring : Rooms - Keurvels - Heremans - Teuninck - Van Ingelghem - De Vidts - Torfs - Mondelé - Lamoot - Poelmans - Buyle

Opstelling Lyra : Dierckx - Goossens - Van Dessel - Smits - Bovyn - Leys - Crockaerts - Schuermans - Lemmens - Provo - Franckx Lyra speelde met elf Lierenaars.